# Монтекориче
Монтеко̀риче (на италиански: Montecorice) е малко градче и община в Южна Италия, провинция Салерно, регион Кампания. Разположено е на 90 m надморска височина. Населението на общината е 2641 души (към 2010 г.).